# ساندرو ماموكيلاشفيلي
ساندرو ماموكيلاشفيلي (مواليد 23 مايو 1999) هو لاعب كرة سلة جورجي يلعب في مركز الوسط أو لاعب هجوم قوي الجسم في نادي ميلووكي باكس.

## روابط خارجية
- ساندرو ماموكيلاشفيلي على موقع إن بي أي (الإنجليزية)
- ساندرو ماموكيلاشفيلي على موقع سبورتس رفرنس (الإنجليزية)
- ساندرو ماموكيلاشفيلي على موقع كرة السلة الأوروبية.كوم (الإنجليزية)
- ساندرو ماموكيلاشفيلي على موقع كلية كرة السلة في سبورتس رفرنس.كوم (الإنجليزية)
- ساندرو ماموكيلاشفيلي على موقع ريلجم (الإنجليزية)
- ساندرو ماموكيلاشفيلي على موقع بروبوليرز (الإنجليزية)
- ساندرو ماموكيلاشفيلي على موقع سبورتس رفرنس (الإنجليزية)
- ساندرو ماموكيلاشفيلي على موقع سبورتس رفرنس (الإنجليزية)